# ピーター・リン
ピーター・リン（Peter Lyne、1946年7月21日 - ）は、イギリス生まれのスウェーデンの作曲家。
ノーサンプトンシャーの州都ノーサンプトンに生まれる。7歳でピアノ、12歳で作曲を始めた。1965年から1969年までオックスフォード大学でエドマンド・ラッブラ、ケネス・レイトンに師事した後、スウェーデンのストックホルムに渡り、1969年から1974年までイングヴァル・リードホルムに師事した。
1983年から現在に至るまで、ヘルネーサンド高等学校の音楽教育機関であるカペルスベリ音楽学校の監督を務めている。

## 代表作品
- 交響曲第1番

1992年にストックホルム・フィルハーモニー管弦楽団が初演。
- リコーダーとオーケストラのための協奏曲

リコーダー奏者のクラース・ペールションに献呈。1993年、リコーダー奏者のダン・ラウリンとスンドスヴァル室内管弦楽団が初演。